# Шарівський палац
Шарівський палац — білокам'яна будівля кінця ХІХ століття неоготичного стилю. Розташований у смт. Шарівка Богодухівського району Харківської області. Також його ще називають Шарівський замок, «Цукровий замок», «Шарівська перлина».

## Історія

### Перший власник
Колись невеличке село та прилеглі до нього землі належали поміщикам Ольховським. Вони й побудували тут садибу.
Шарівський палац побудований у неоготичному стилі, який якраз увійшов у моду наприкінці XIX століття. Поміщик Ольховський чітко вловив нові тенденції західноєвропейської архітектури та максимально використав нововведення при зведенні свого маєтку. При цьому він подбав і про збереження первозданної краси природи. Шарівський замок дуже гармонійно, можна сказати, вдало вписується в місцевий ландшафт.

### Другий власник
У 1860 році Ольховський програє садибу в карти і вона переходить до нових власників — братів Гебенштрейтерів з Німеччини. Вони зводять на найвищому пагорбі замок із терасами та прикрашають його екзотичними насадженнями.

### Третій власник
У 1881 році Шарівський замок придбав відомий у ті часи цукровий магнат Леопольд Кеніг. Біля нього з'явились господарські будівлі для прислуги (у стилі неоготики), будинок управителя, стайні, гаражі для машин, великий фазанник та навіть власна електростанція. Територія парку також була значно розширена та доповнена новими видами рослин, у тому числі й екзотичними. При цьому враховувались особливості місцевого ландшафту та рослинного світу. 

### Четвертий власник
З 1925 року в палаці було розташовано протитуберкульозний санаторій, який пропрацював аж до 2008 року.

## Опис
Шарівська садиба зовнішнім виглядом нагадує казковий замок. Це двоповерхова споруда білого кольору, оперезана карнизом, зі стрілчастими вікнами та балконом. Парадний вхід прикрашають дві восьмигранні вежі, увінчані зубцями та шпилями. Час наклав на замок свій відбиток. Незважаючи на те, що Шарівський палац довгий час був у запустінні, він і сьогодні не втрачає своєї привабливості. Вціліли деякі елементи декору, багата ліпнина, розписані плафони тощо. Навіть якщо здалеку дивитися на замок, відчувається його величність та вишуканість. Від замку тераси ведуть у Шарівський парк. Тут ростуть старовинні дуби, блакитні ялини, ясени тощо. Вік одного з дубів становить близько 600 років. У парку дуже мальовничі ставки. Через один із них перекинуто кам'яний місток. Він веде на так звану цукрову гірку.
Палац налічує два поверхи, парадний вхід спрямований на південь — прямо на каскад паркових галерей. Над парадним фасадом височіють дві восьмигранні вежі зі стрілчастими вікнами, зубцями та шпилями.
Всього в палаці налічується 26 кімнат та три зали. У центральній частині палацу, що позначена двома вежами, містяться велика вітальня, кабінет та оздоблений дубом зал-бібліотека, колишня більярдна (на першому поверсі), парадні сходи, великий бальний зал, а також частина житлових кімнат (на другому поверсі). Саме центральна частина палацу зберегла своє вражальне красиве оздоблення. Розписи стін, художні плафони на стелях, каміни з білого та рожевого мармуру, печі, оздоблені кахлем художньої роботи, дерев'яне різьблення, що збереглося як на парадних сходах, так і в бібліотеці, що за часів барона Кеніга була більярдною.
Ліве крило палацу (західне) є господарсько-житловим. На першому поверсі знаходиться кухня, де досі збереглася піч, на якій готували їжу для господарів палацу. На другому поверсі — житлові кімнати, які за часів туберкульозного санаторію були пристосовані для постійного проживання хворих.
Праве крило (східне) являє собою двоповерхову скляну галерею, яку було прибудовано вже в 20-ті роки XX століття радянською владою для потреб туберкульозного санаторію. Треба віддати належне радянській владі — прибудова була виконана з монолітного залізобетону в цілісному стилі палацу і навіть додала всьому ансамблю симетрії. На першому поверсі був облаштований зал театру. А на другому поверсі хворі на туберкульоз приймали сонячні ванни та дихали свіжим повітрям.

## Сучасний стан
У 2001 році був відремонтований парадний фасад палацу, однак північний фасад досі перебуває в аварійному стані. З 2002 року на палаці не було водостічних труб, тому вся дощова вода лилася просто по стінах, руйнуючи в палаці декор та розписи.
Вхід до палацу зараз вільний. На вході у садибу продаються вхідні квитки, а також окремі квитки на фотосессію у залах замку. Майже усі приміщення замку доступні для відвідування окрім двохповерхової веранди та західного крила.
У партнерстві з Благодійним фондом «Омріяна країна» розпочато проект врятування, реставрації та музеєфікації «Цукрового замку». Розробляється документація, проводяться заходи, направлені на охорону палацу та захист від руйнувань. У той же час проводиться оформлення документів на довготривалу оренду палацово-паркового комплексу.
У перспективі на базі Шарівського палацу планується створення Міжнародного центру культури та мистецтв, що буде приваблювати українців та іноземців культурними заходами, виставками і фестивалями.

## Легенди

### Легенда про «цукрову гірку»
Одна з легенд оповідає про те, що багатий цукрозаводчик пристрасно закохався в місцеву красуню та одружився з нею. Він щосили намагався привернути її до себе. Незабаром молода дружина почала танути на очах. Лікарі поставили їй сумний діагноз — сухоти (туберкульоз легенів). Ліків проти цієї недуги у ті часи не було. Саме для коханої Кеніг наказав розбити дендропарк. Під час прогулянок дружина Кеніга дихала особливим цілющим повітрям, просоченим ароматами рослин, та відчувала себе набагато краще. Була посаджена прекрасна липова алея, що збереглася досі. Дивно, що гілки лип цієї алеї не розходяться в сторони, а ростуть вертикально, як тополі. Знаючи, що дружині залишилось жити мало часу, Кеніг ні в чому їй не відмовляв, виконував всі її примхи. Одного разу молода дружина виявила бажання покататися влітку на санях. Кеніг наказав засипати її улюблену гірку тоннами цукру і вона каталася там з тутешніми дітьми.

### Легенда про камінь любові
Кеніг часто відправляв свою дружину на морські курорти. Сам він як ділова людина був заклопотаний та не міг її супроводжувати. В одній із поїздок у красуні зав'язався бурхливий роман, що закінчився зрадою. Кеніг про все дізнався, але не став дорікати дружині. Він просто наказав привезти той самий кам'яний валун, де зрадниця вдавалася до любовних утіх, та встановив його в саду. Це був німий докір та нагадування про подружню невірність. Як би там не було, але дивний камінь й досі можна побачити на одній з алей.

## Галерея

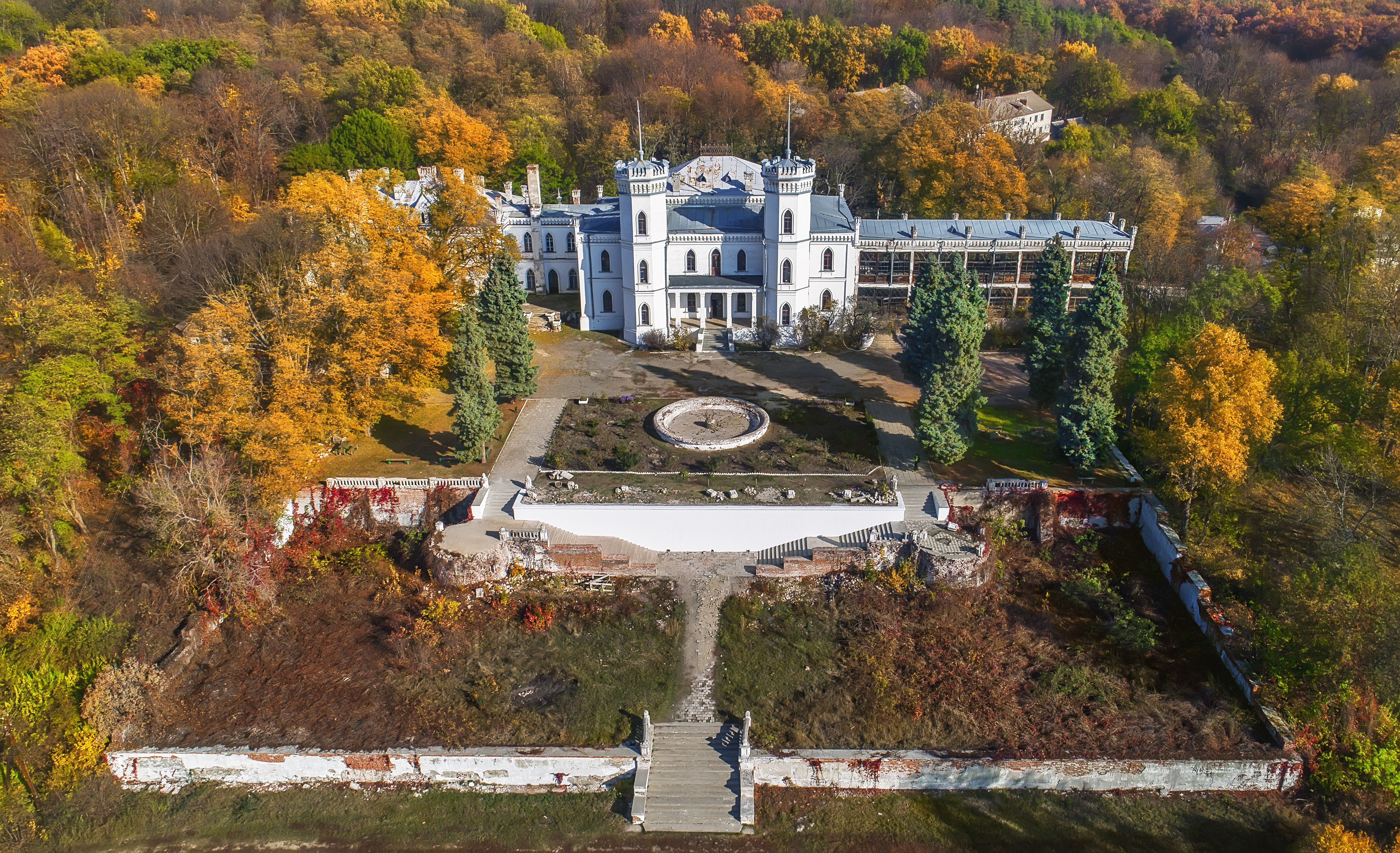
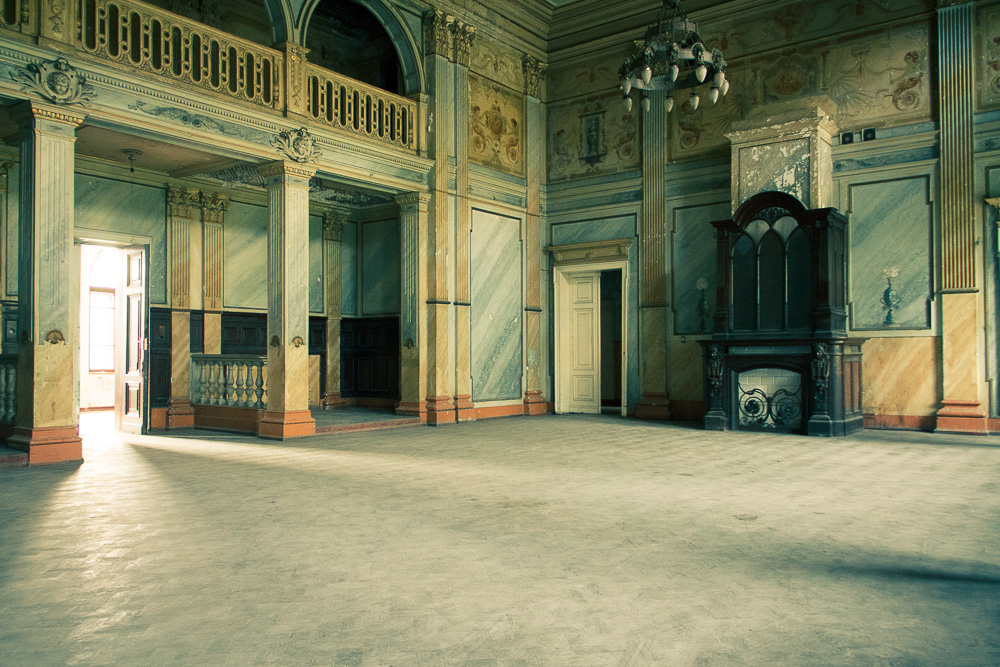
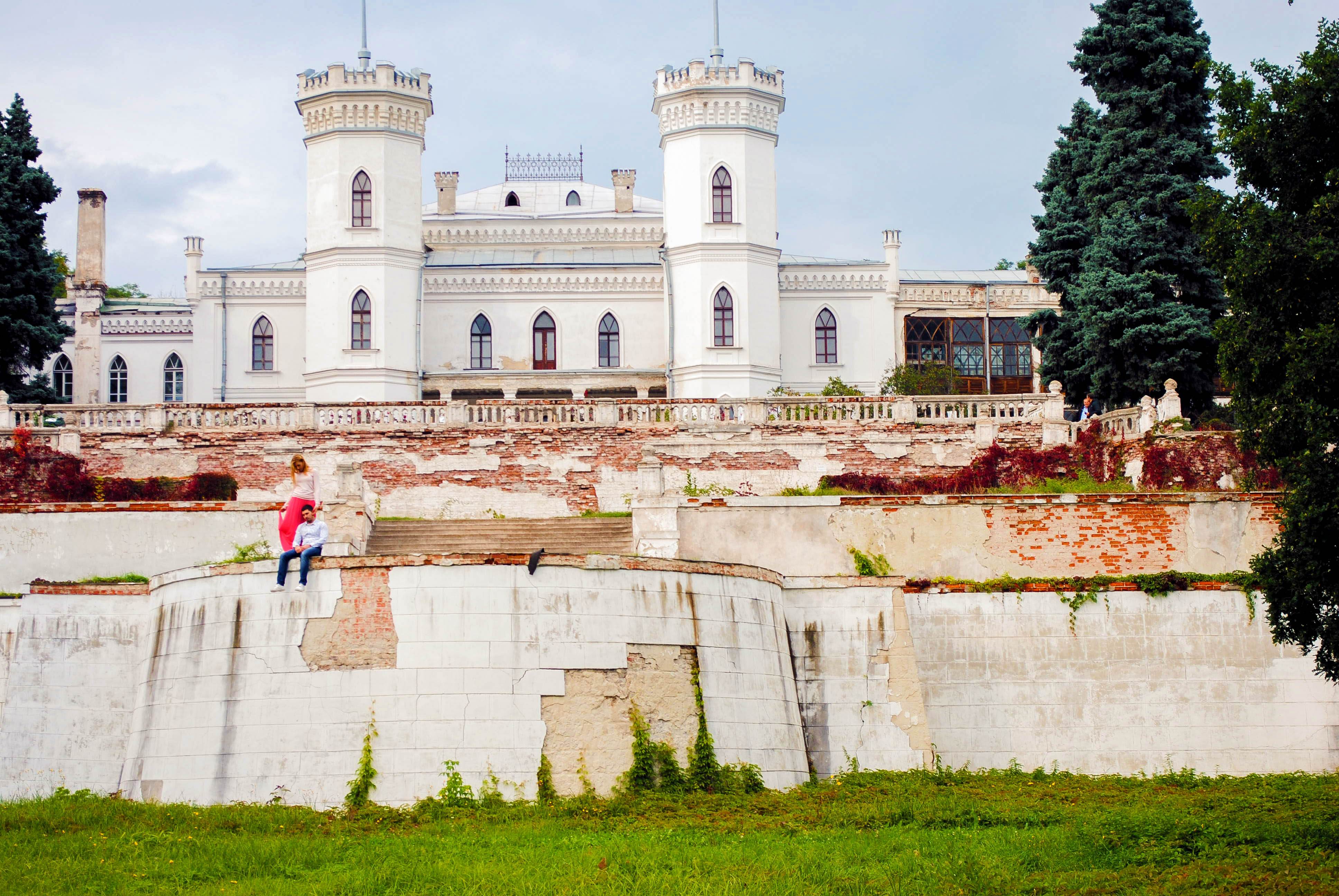
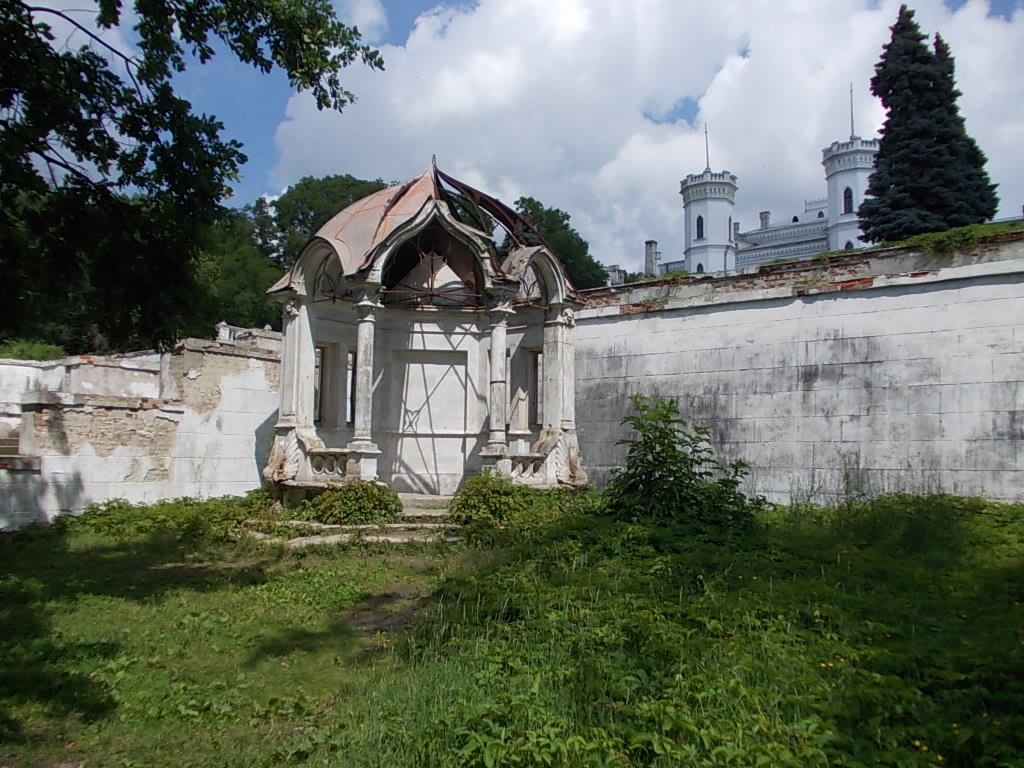
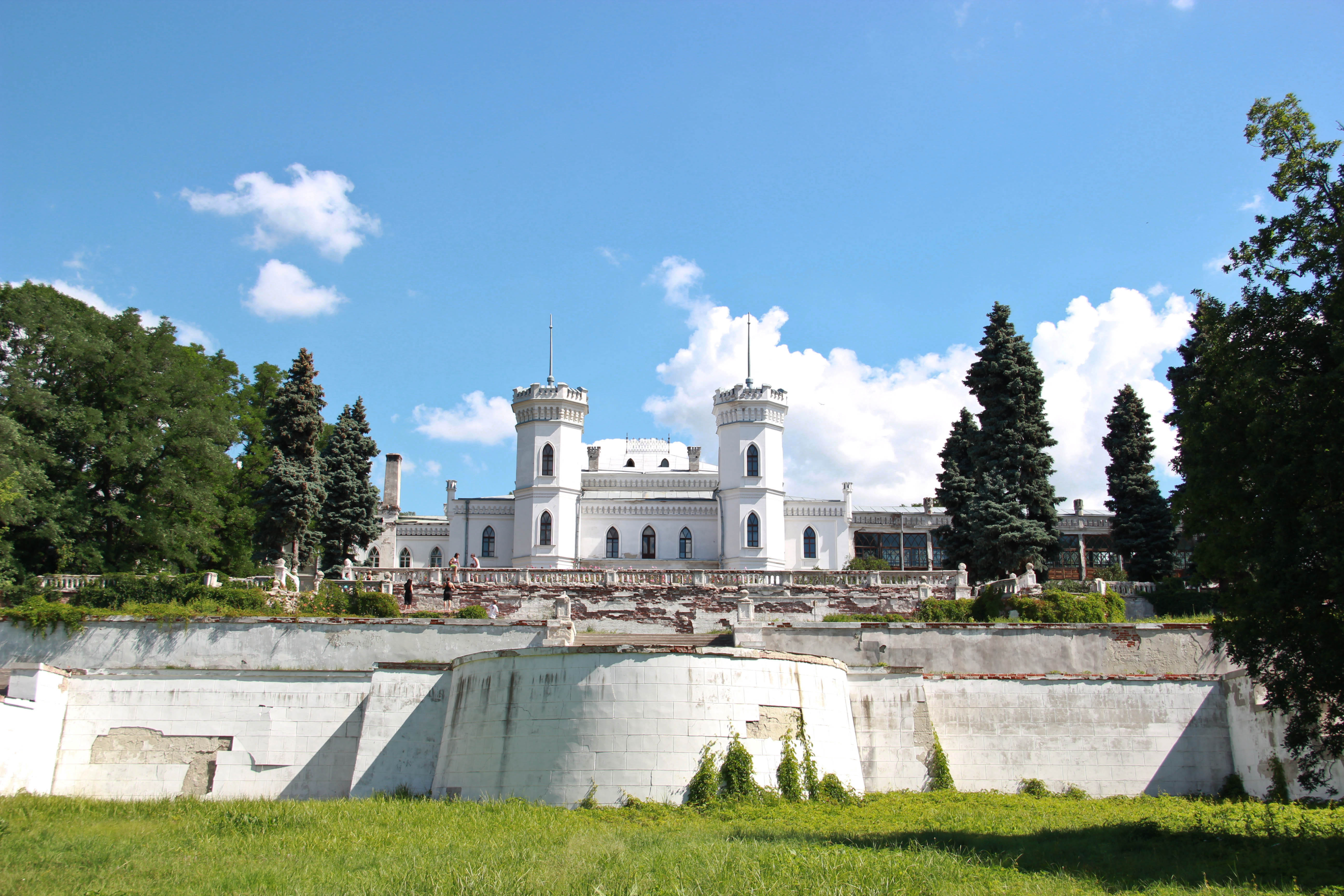
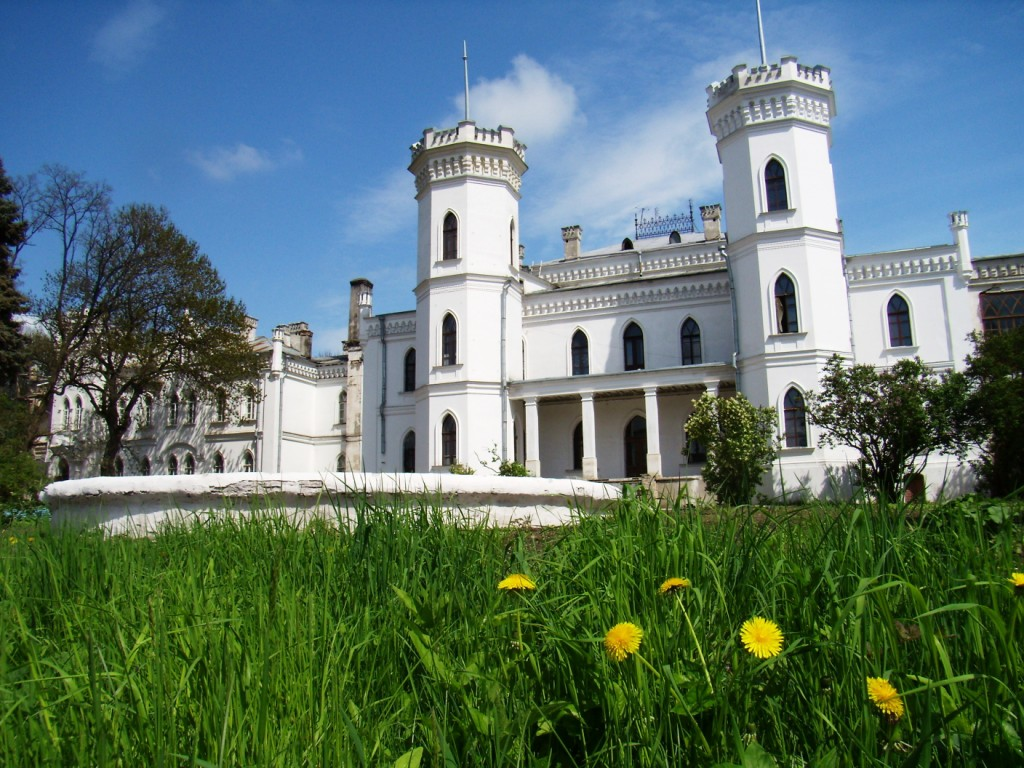
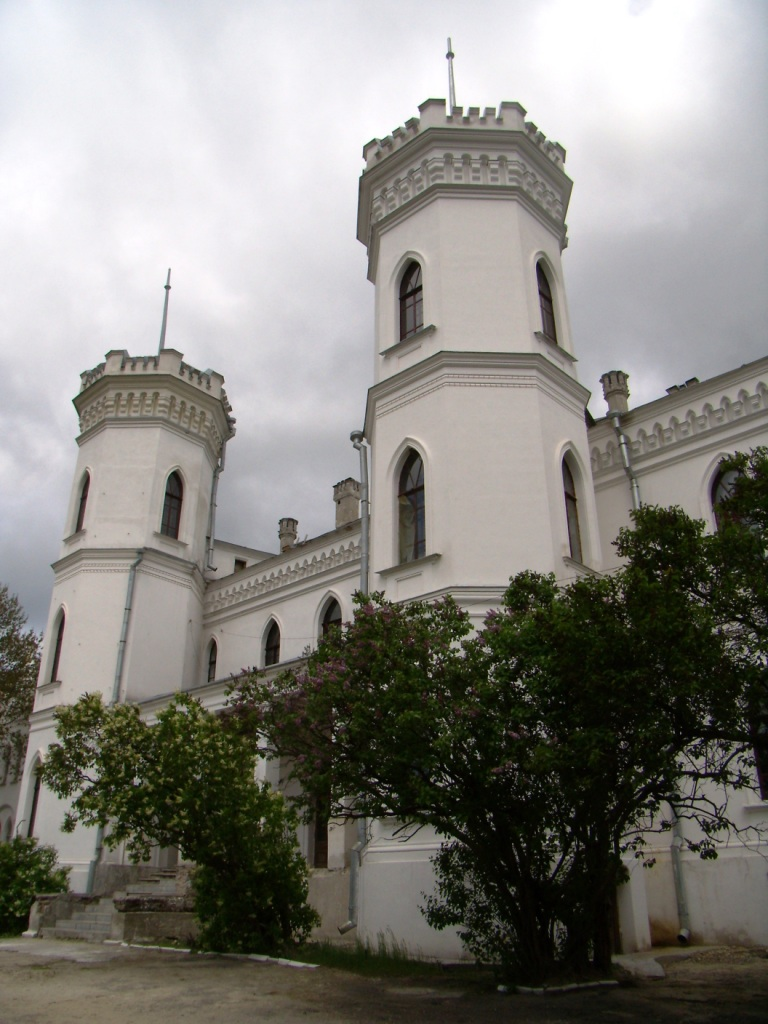
Шарівський маєток
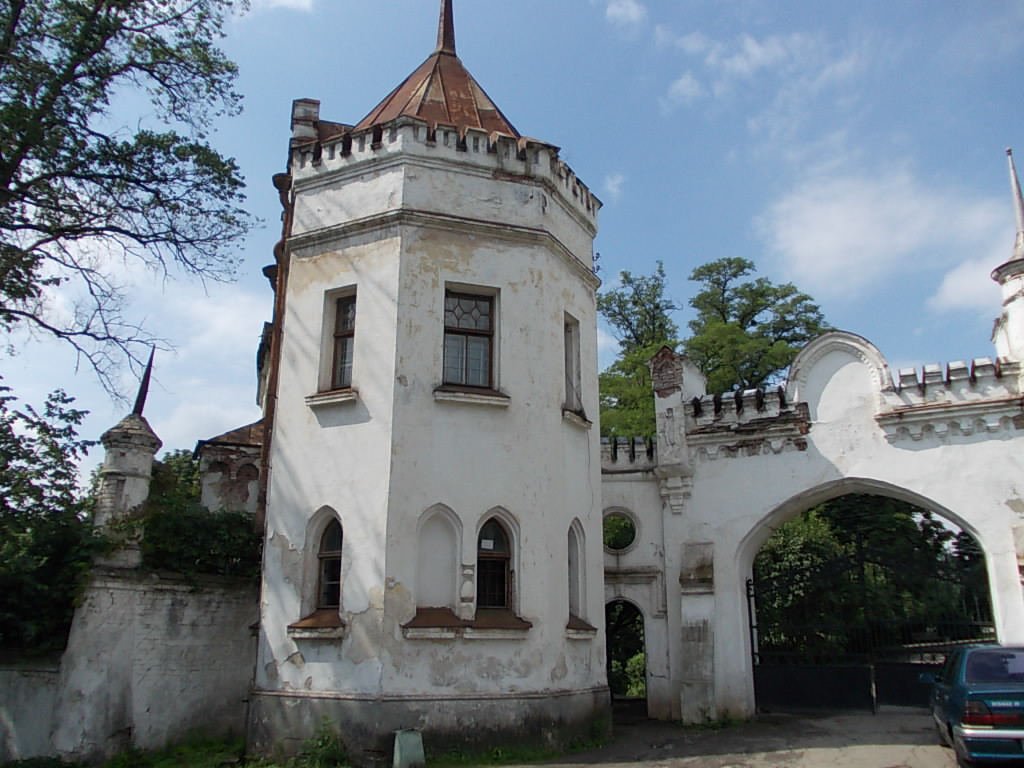
В'їзна брама. Будинок охорони. (Нині використовується як каса для продажу білетів)
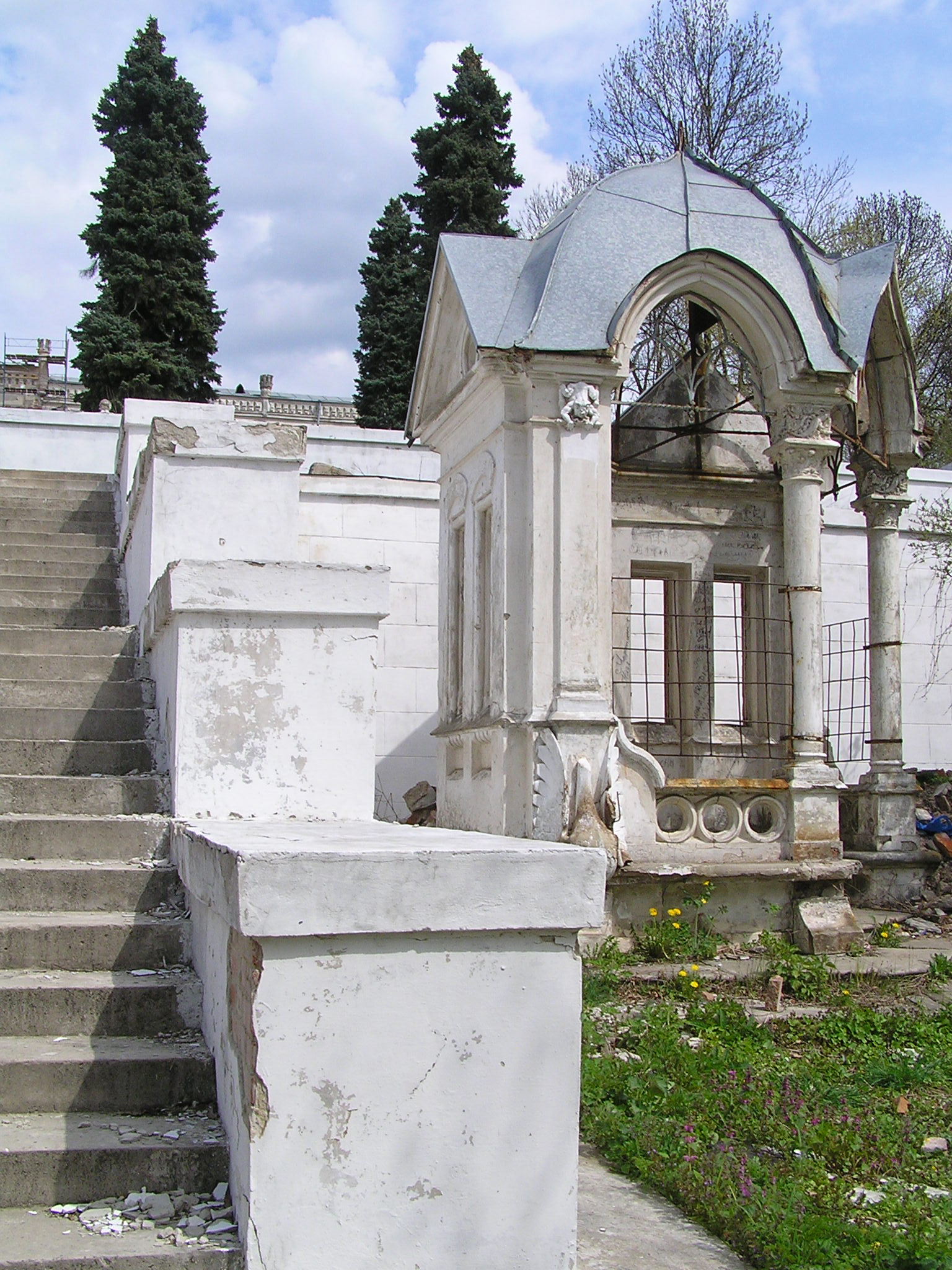
Альтанка-колодязь
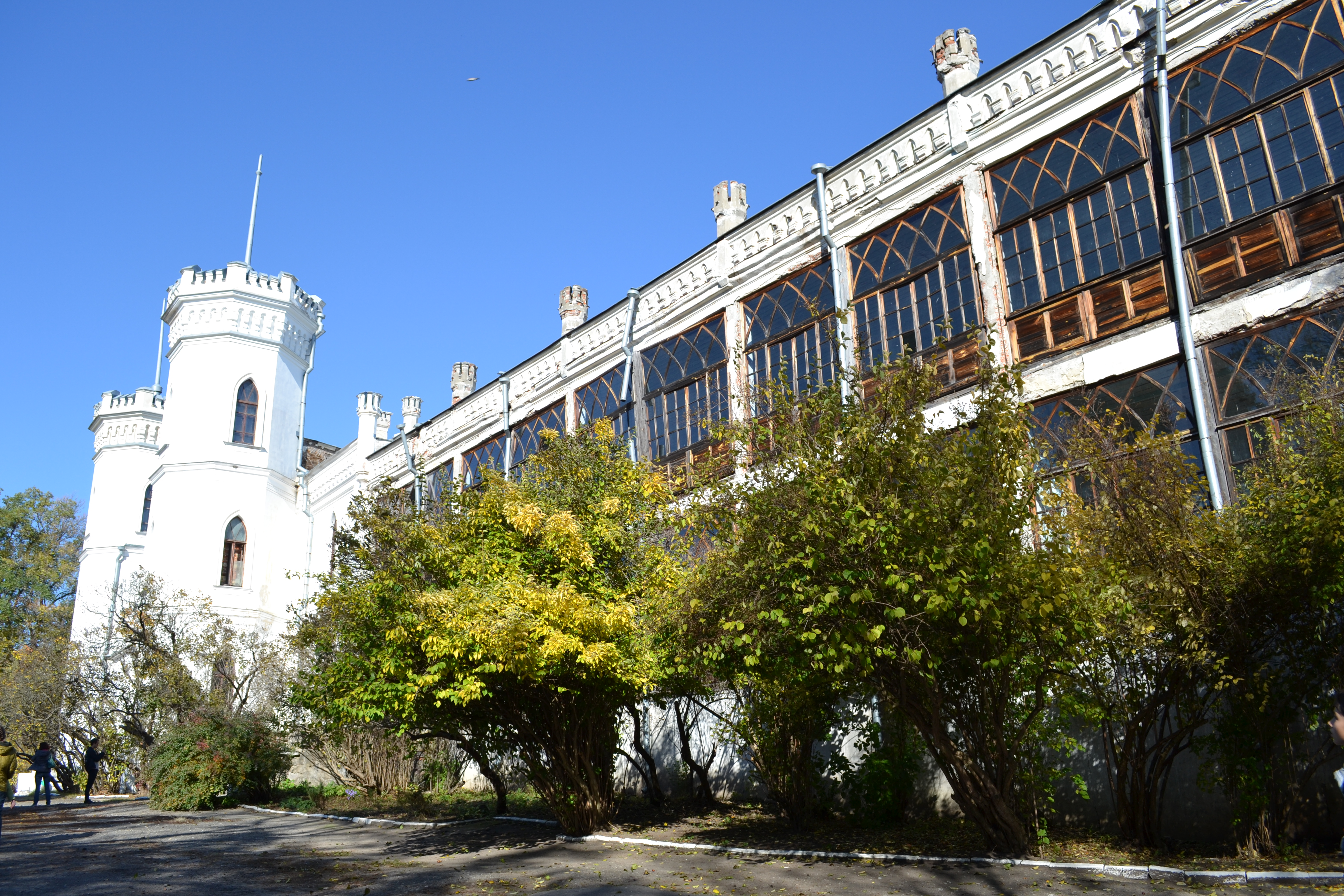
Шарівський палац
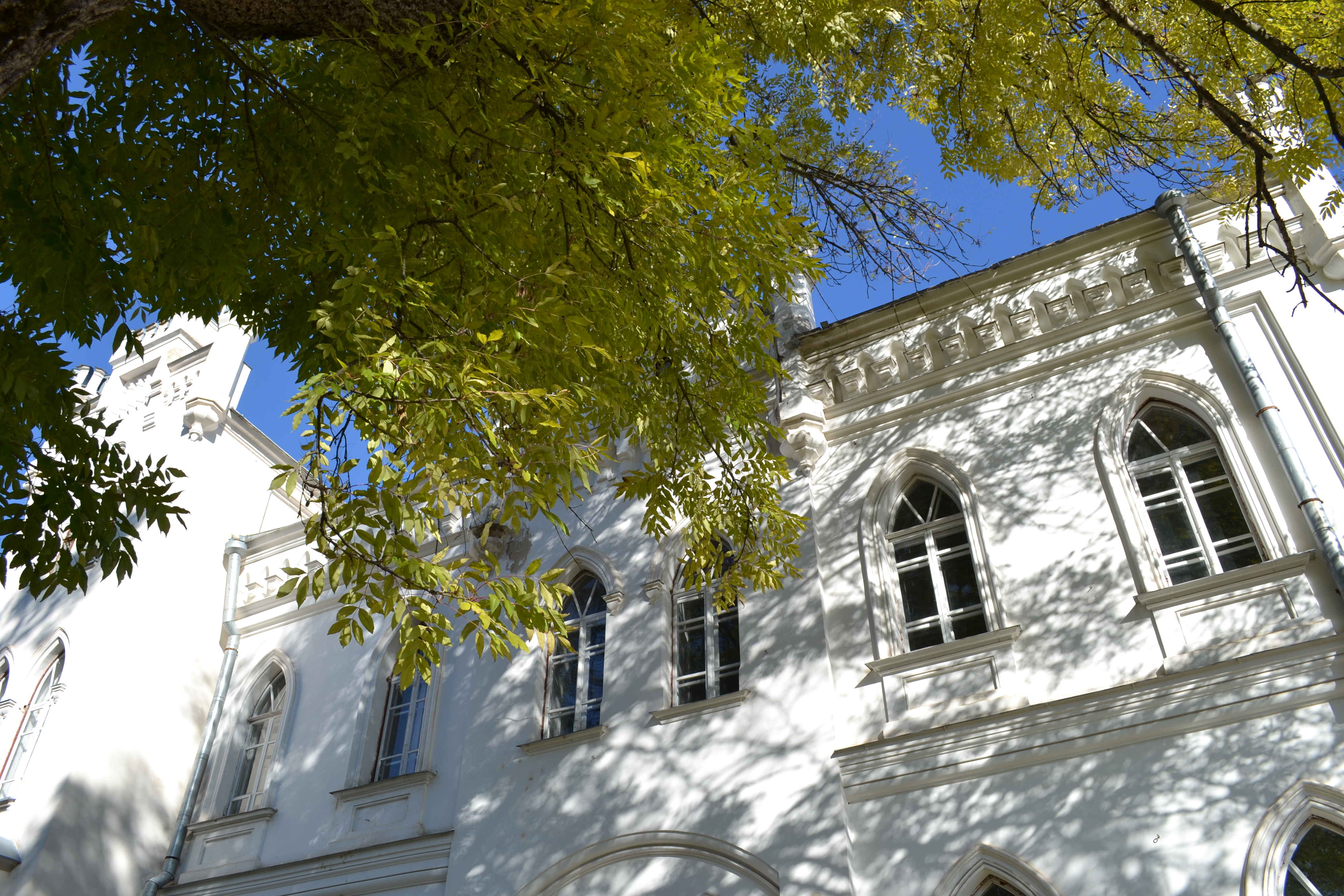
Шарівський палац, ліве крило
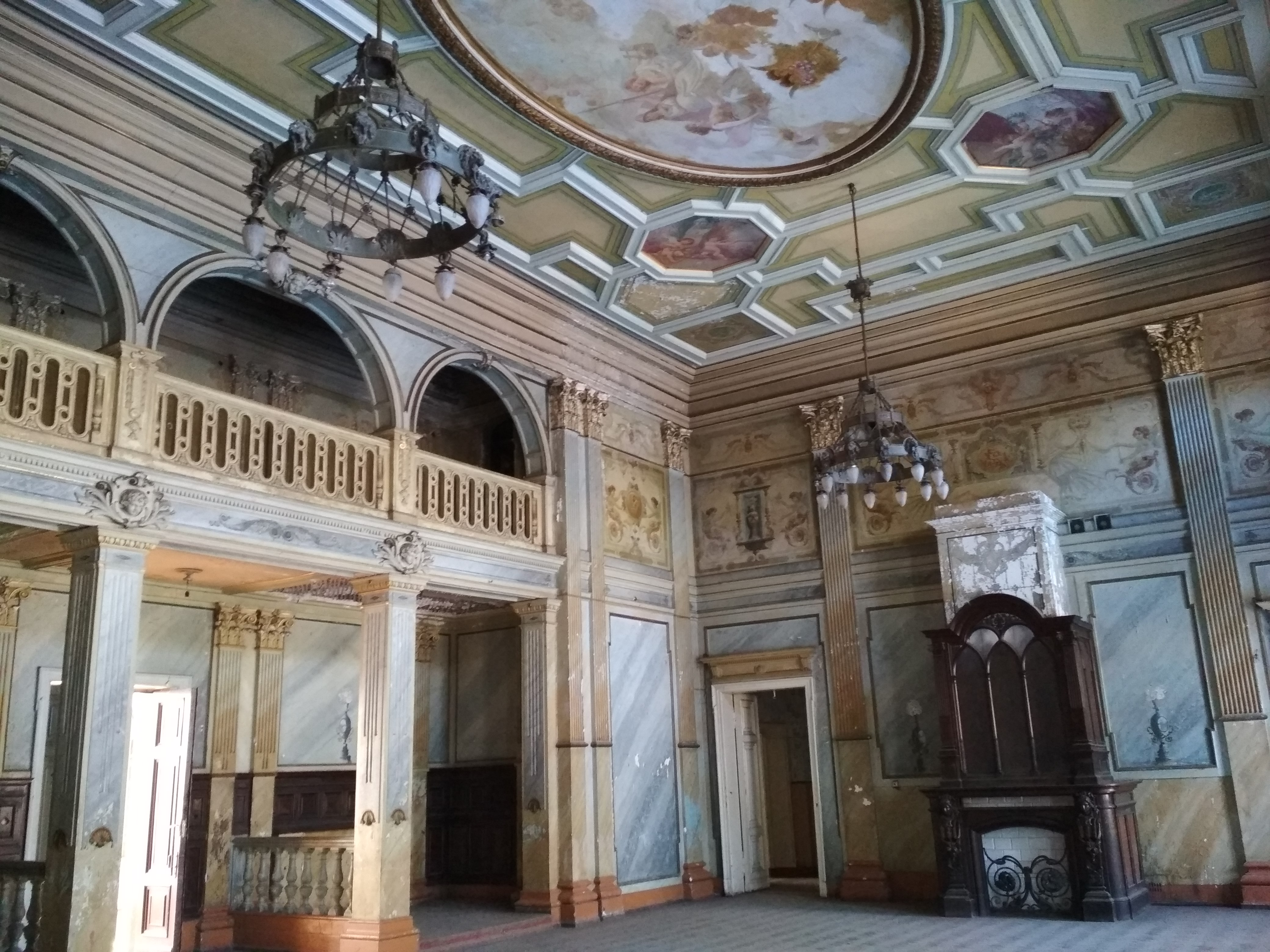
Шарівський палац головний хол